# Diplocheila assimilis
Diplocheila assimilis är en skalbaggsart som beskrevs av Leconte. Diplocheila assimilis ingår i släktet Diplocheila och familjen jordlöpare. Inga underarter finns listade i Catalogue of Life.